# Umskiptar
Umskiptar – dziewiąty album studyjny norweskiego projektu Burzum. Wydawnictwo ukazało się 21 maja 2012 roku nakładem wytwórni muzycznej Byelobog Productions. Nagrania zostały zarejestrowane w Grieghallen w Bergen. Jako okładka albumu posłużył obraz norweskiego malarza Petera Nicolai Arbo przedstawiający boginię Nótt. Wcześniej jako okładkę albumu zaanonsowano obraz, także norweskiego malarza – Thomasa Fearnleya pt. „Slindeberken”. Z kolei za teksty wszystkich kompozycji posłużył poemat Völuspá.

## Lista utworów
Opracowano na podstawie materiału źródłowego.
| Nr  | Tytuł utworu    | Długość |
| --- | --------------- | ------- |
| 1.  | „Blóðstokkinn”  | 1:16    |
| 2.  | „Jóln”          | 5:51    |
| 3.  | „Alfadanz”      | 9:22    |
| 4.  | „Hit helga Tré” | 6:51    |
| 5.  | „Æra”           | 3:58    |
| 6.  | „Heiðr”         | 3:02    |
| 7.  | „Valgaldr”      | 8:03    |
| 8.  | „Galgviðr”      | 7:16    |
| 9.  | „Surtr Sunnan”  | 4:14    |
| 10. | „Gullaldr”      | 10:20   |
| 11. | „Níðhöggr”      | 5:00    |
|     |                 | 1:05:13 |